# 青森山田中学高等学校
青森山田中學高等學校（日语：／）是一所位于日本青森县青森市青叶的私立初高中一贯制中等教育学校。该校擅于足球、乒乓球、硬式棒球、羽毛球、自行车运动、柔道等项目，相应部活动在日本全国范围内都有相当名气并吸引不少优秀学生前来就读；并且该校也培养了不少专业的运动员。青森山田中学高等学校的校舍距离青森县立青森中央高等学校仅有200米。

## 学校沿革
- 1918年－创始人山田喜美（山田きみが）在位于青森县青森市新町的自家住宅开设裁缝私人培训班。

- 1919年－培训班改名为“山田高等家政女子学校”。

- 1931年3月5日－因《各种学校令（日语：各種学校）》而获得创办“青森家政学园”的许可，当时校址为青森市长岛町156番地。

- 1933年3月31日－“山田高等家政女子学校”（本科4年、家政科2年、研究科1年）获文部大臣批准，依据《实业学校令（英语：実業学校令）》得到官方认可；当时校址青森市浦町。

- 1934年－增设家庭科

- 1948年3月11日－财团法人组织山田学园成立；山田高等学校获得认可。

- 1949年－附属初级中学成立。

- 1951年3月12日－财团法人组织山田学园改组为学校法人山田学园；高中男子部设立。

- 1962年1月20日－“学校法人山田学园”改名为“学校法人青森山田学园”；“山田高等学校”改名为“青森山田高等学校”。

- 1977年－校舍迁移。

- 1981年－高中设立烹饪科。

- 1982年1月23日－设立二级汽车机械师培训设施，高中汽车专攻科获认可。

- 1985年－“土木科”改组为“土木建筑科”。

- 1989年－高中普通科设立特进课程班、体育课程班和教养课程班。

- 1998年3月31日－青森山田高等学校函授制普通科设立获认可。

- 2001年3月30日－青森山田初级中学批准在青森市滨田坂桥23成立。

- 2005年－“土木建筑科”改名为“建筑设计科”。

- 2012年－“建筑设计科”关闭并停止招生。

- 2014年－高中函授普通科所设立的千叶分校、东京分校、山梨分校、静冈分校和大分分校关闭并停止招生。

## 学科设置

### 高中部

#### 全日制课程
- 普通科
  - 特进课程班
  - 体育课程班
  - 美术课程班
  - 戏剧课程班
  - 吹奏乐课程班
  - 职业发展课程班

- 信息处理科

- 汽车科

- 烹饪科

- 汽车专门科

#### 函授制课程
- 普通科
  - 青森总校（面向青森县、岩手县和秋田县招生）
  - 札幌分校（面向北海道招生）

### 初中部
- 特进课程班

- 体育课程班

## 社团活动

### 足球部
青森山田高等学校足球部成立于1970年。1989年，田口光久开始担任足球部教练随即加强了足球部的训练强度。1991年，青森山田高等学校足球部获得全國高等學校足球錦標賽和全国高等学校综合体育大会足球竞技大赛的出场资格。
1995年，时年25岁的黑田刚就任青森山田高等学校足球部教练一职。当时的青森山田高等学校足球部还在使用橄榄球部所使用的人工草皮球场进行训练，但他还是扫清了地处雪国的青森市的不利环境，通过开展雪地训练（雪地足球）结合扫雪的力量训练来强化青森山田高等学校足球部。1996年以后，青森山田高等学校足球部就已经成为常年出场日本全国高等学校足球锦标赛的体育豪强学校。截至第102屆大會，青森山田連續27次出場全國錦標賽，共29次出場。第88屆大會，青森山田淘汰關西大學第一高校，首度晉身決賽。第94屆大會至今9屆大會青森山田6度進入決賽，當中4次奪冠。
而在高元宫杯JFA U18足球联赛中，青森山田高等学校足球部所属的青森山田高校队一直是其最高等级联赛高元宫杯JFA U18超级联赛的参赛队伍；同时，其下属的青森山田高校2nd队则是次级联赛高元宫杯JFA U18王子联赛东北赛区的参赛队伍，这里集中了日本东北地区不少足球名门高中。在2016年，青森山田高校队一举拿下高元宫杯U18足球超级联赛2016赛季和第95届全国高等学校足球锦标赛两项冠军，达成了日本青年足球双冠王成就。此前在2005年，青森山田高校队也夺得过第40届全国高等学校综合体育大会足球竞技大会冠军。
同时青森山田初级中学足球部也在2012年夺得全国中学校足球大会冠军，并在2014年到2017年连续四年蝉联该项赛事冠军。
|        | 赛事名称                             | 夺冠次数 | 夺冠年份                               |
| ------ | ------------------------------------ | -------- | -------------------------------------- |
| 高中部 | 全国高等学校综合体育大会足球竞技大会 | 1次      | 2005年                                 |
| 高中部 | 高元宫杯JFA U18足球联赛中            | 3次      | 2016年、2019年、2023年                 |
| 高中部 | 全國高等學校足球錦標賽               | 4次      | 2016年、2018年、2021年、2023年         |
| 初中部 | 全国中学校足球大会                   | 5次      | 2012年、2014年、2015年、2016年、2017年 |

## 知名校友
- 田中雄大
- 永原和可那
- 锦织圭
- 福原爱
- 柴崎岳
- 菊池流帆
- 鄉家友太